# Filmverzinken
Filmverzinken (engl. film galvanizing) ist das Aufbringen eines metallischen Zinküberzugs auf Eisen oder Stahl ohne Wärmeeinwirkung. Ein Zinkfilm mit mindestens 96 % Zinkanteil wird appliziert. Eine Verzinkung verhindert die Reaktion von Eisen oder Stahl mit seiner Umgebung mittels kathodischer Schutzfunktion. Die Oxidation der Metalle wird unterbunden.

## Eigenschaften
Die Filmverzinkung bildet nach der Applikation eine matt metallisch graue Schutzschicht. Im Verlaufe der Bewitterung bilden sich witterungsbeständige Schutzschichten aus Zinkoxid und basischem Zinkcarbonat – die Schutzschicht wird dunkelgrau. Durch die Einwirkung atmosphärischer Einflüsse korrodiert die Schutzschicht – die Schichtdicke der Filmverzinkung nimmt ab.
Da das Zink gegenüber edleren Metallen – z. B. Eisen – als Opferanode dient, kann es in gewissem Umfang auch angrenzendes, blankes Eisen vor Korrosion schützen, solange zwischen beiden Metallen eine galvanische Verbindung besteht.
Die Dauerhaftigkeit des Korrosionsschutzes hängt von der Schichtstärke der Filmverzinkung und den atmosphärischen Bedingungen ab.

## Anwendung
Nach gründlichem Aufrühren mit allen konventionellen Methoden zu verarbeiten: Per Pinsel, Rolle (Erstschicht ausgenommen) oder Luft- und Airless-Spritzen. Ein tragfähiger, staub- und fettfreier Untergrund ist herzustellen. Vorheriges Strahlen im Vorbereitungsgrad Sa 2,5 nach ISO 8501-1 wird empfohlen. Die zu applizierende Schichtstärke ist abhängig von der geforderten Schutzdauer, der Korrosionsbelastung und noch vorhandenen Zinkschichtstärken bei Verzinkungen. Eine Deckbeschichtung ist nicht erforderlich, erhöht aber als sogenanntes Duplex-System (nach ISO 12944-5) die Beständigkeit.

## Schutzdauer
Unter Berücksichtigung der vorhandenen Schichtdicke und des Korrosionsabtrages durch atmosphärische Einflüsse, lässt sich die Schutzdauer der Filmverzinkung ableiten. Die Filmverzinkung erfüllt die Anforderungen entsprechend ISO 12944-6:
- Eine Schichtstärke von zwei mal 60 µm erfüllt C4-High, C5-I-Medium und C5-M-Medium (bzw. nach anderer Quelle C5-Very High (VX) und CX).
- Eine Schichtstärke von zwei mal 90 µm erfüllt C5-I-High und C5-M-High.

C5-M-High bedeutet: Eine Schutzdauer von über 15 Jahren, im Küsten- und Offshore-Bereich mit einer hohen Salzbelastung, Gebäude mit nahezu ständiger Kondensation und mit starker Luftverunreinigung.

## Vergleich zu anderen Korrosionsschutzsystemen
Ein Farbsystem bewirkt im Vergleich zur Filmverzinkung einen schlechteren  Korrosionsschutz. Beide Verfahren gleichen sich zwar in der Applikation, unterscheiden sich aber maßgeblich in ihrer Schutzfunktion. Ein Farbsystem ist nicht als kathodisches System einzustufen. Selbst Zinkstaubfarben bieten meist keinen aktiven Schutz, da die eingesetzten Bindemittel die Zinkpartikel isolieren. Farben und Lacke bieten durch die Verwendung spezieller Pigmente und Bindemittel lediglich einen passiven Barriereschutz, indem die Wirkung der atmosphärischen Einflüsse auf das Substrat unterbunden wird. Passive Systeme werden normgerecht mit hohen Schichtdicken appliziert, um einen langlebigen Korrosionsschutz gewährleisten zu können.

## Einsatzgebiete
Die  Einsatzgebiete der Filmverzinkung sind:
- An neuen oder existierenden Konstruktionen ohne Verzinkung.
- Zur Ausbesserung anderer Verzinkungsverfahren.
- An verwitterten oder beschädigten Konstruktionen (verzinkt).
- An Bereichen die durch Schweißen, Schneiden oder Transport beschädigt wurden.